# Svans (diakritiskt tecken)

Ogonek

Svans eller ogonek (polska för 'liten svans', diminutiv av ogon) är ett diakritiskt tecken, som används i flera europeiska språk och amerikanska ursprungsspråk.
När den maskinella utrustningen inte klarar att skriva detta korrekt, förekommer det att man som substitut sätter ett kommatecken efter en "vanlig" bokstav, så här: e,

## Användning

### Nasalisering
Tecknet används för att markera nasala vokaler i bland andra polska, kasjubiska, älvdalska, navajo och väst-apache. Det används också i akademisk translitterering av fornkyrkoslaviska. 
Svansen är även vanlig för att markera nasalisering i transkription av amerikanska ursprungsspråk. Den har sitt ursprung i de ortografier som skapades av kristna missionärer för att transkribera dessa språk.

### Vokallängd
I litauiskan representerar svansen långa vokaler och är en kvarleva från tiden då dessa uttalades nasalt. Detta återspeglas i tecknets namn nosinė som betyder just 'nasal'.

### Vokalkvalité
Rheinische Dokumenta är en fonetisk skrift som togs fram på 1980-talet för att enhetligt kunna representera de olika lokala språken i Rhenlandet. Vokalerna ą̈, ǫ och ǫ̈ är här öppnare varianter av vokalerna ä, o och ö. De kan dubbeltecknas för att markera långa vokaler.

### E caudata och o caudata
E caudata (latin för 'svansförsett e') är ett tecken som från 1100-talet användes i latin för att representera den vokal som också kunde skrivas ae eller æ. I manuskript på medel- och tidig modern iriska används bokstaven för e, ae och ea. O caudata användes i fornnordiskan för /ɔ/. I medeltida nordiska manuskript används denna "krok" i båda riktningarna och kombinerades med flera vokaler. Trots skillnaden mellan svansen (som ofta markerar nasal) och den latinska och fornnordiska kroken (som aldrig markerar nasal), används ibland ordet "ogonek" när man typsätter och kodar bådadera, då tecknen som regel är typografiskt identiska.